# Multiplicita
Multiplicita ve spektroskopii a chemii označuje degeneraci elektronového kvantového stavu vlivem nenulové velikosti celkového spinu přítomných elektronů. Je-li kvantové číslo velikosti celkového spinu {\displaystyle S}, pak je multiplicita rovna {\displaystyle 2S+1}. S multiplicitou úzce souvisí Hundovo pravidlo, které říká, že stavy s vyšší multiplicitou budou mít nižší energii oproti stavům se stejnými ostatními charakteristikami a s multiplicitou nižší.